# セルヴェ・マルコーネ
セルヴェ・マルコーネ（伊: Selve Marcone）は、イタリア共和国ピエモンテ州ビエッラ県にある分離集落（フラツィオーネ）。
かつては独立した自治体（コムーネ）であったが、2017年1月1日、ペッティネンゴへ編入され、新自治体の一部となった。

## 地理

### 位置・広がり

#### 隣接コムーネ
コムーネとしてのセルヴェ・マルコーネは、以下のコムーネと隣接していた。括弧内のVCはヴェルチェッリ県所属を示す。
- アンドルノ・ミッカ
- カッラビアーナ
- ペッティネンゴ
- ピエディカヴァッロ
- ラッサ (VC)
- タヴィリアーノ